# Cephalium
A cephalium (’kefálium’) a virágzóképes kaktuszok tenyészcsúcsa tájékán féloldalasan vagy gyűrű alakban fejlődő, dús, gyapjas serteszőrökből álló üstök. Funkciója a virágok, illetve termések védelme. Azokon az oszlopkaktusz fajokon, amelyeken eleinte féloldalasan jelenik meg, egyre szélesebb lesz, és az öregebb példányokon már az egész csúcsrészt kucsmaszerűen beburkolja.